# اشراق نجف‌آبادی

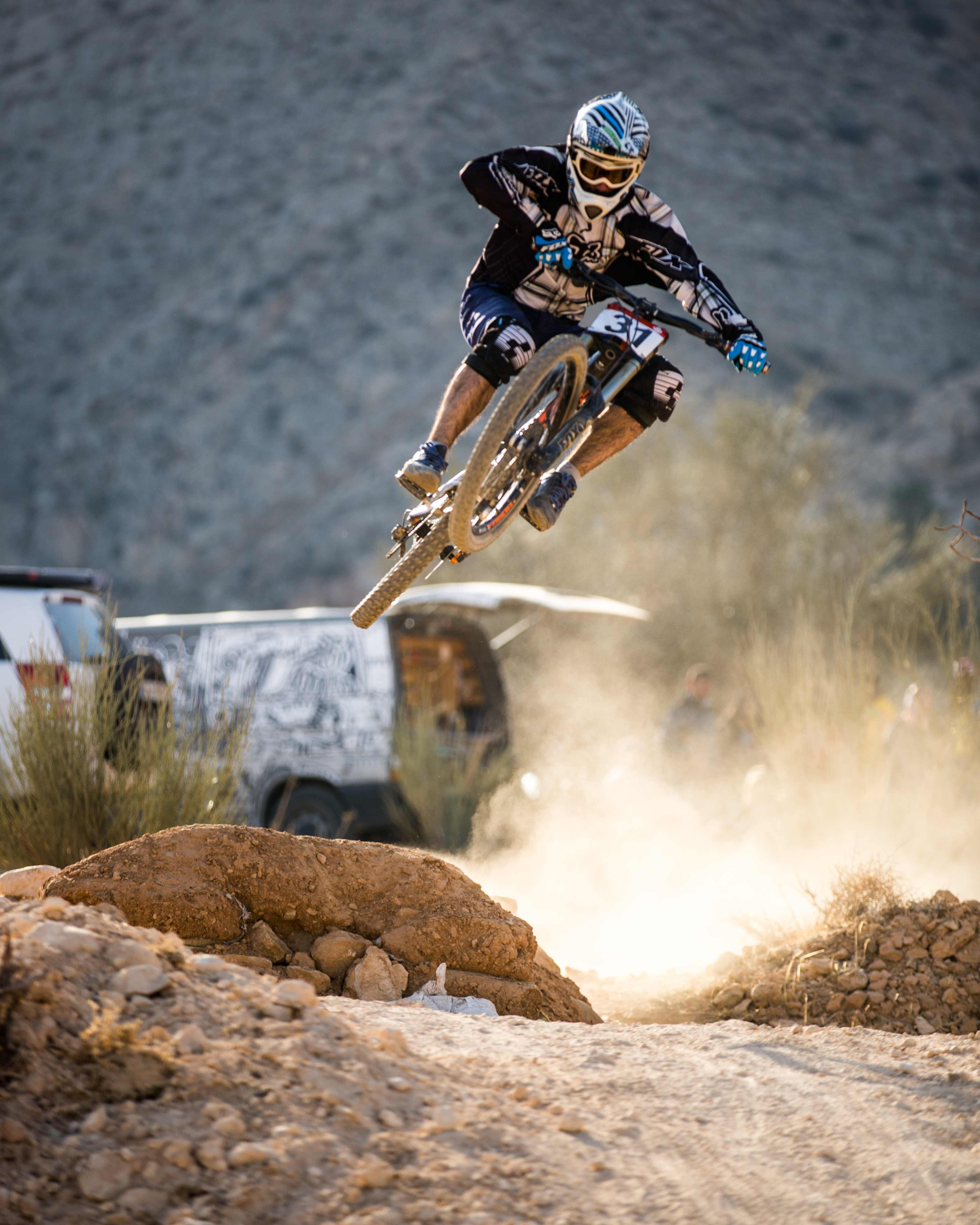
اشراق نجف‌آبادی در یکی از مسابقات

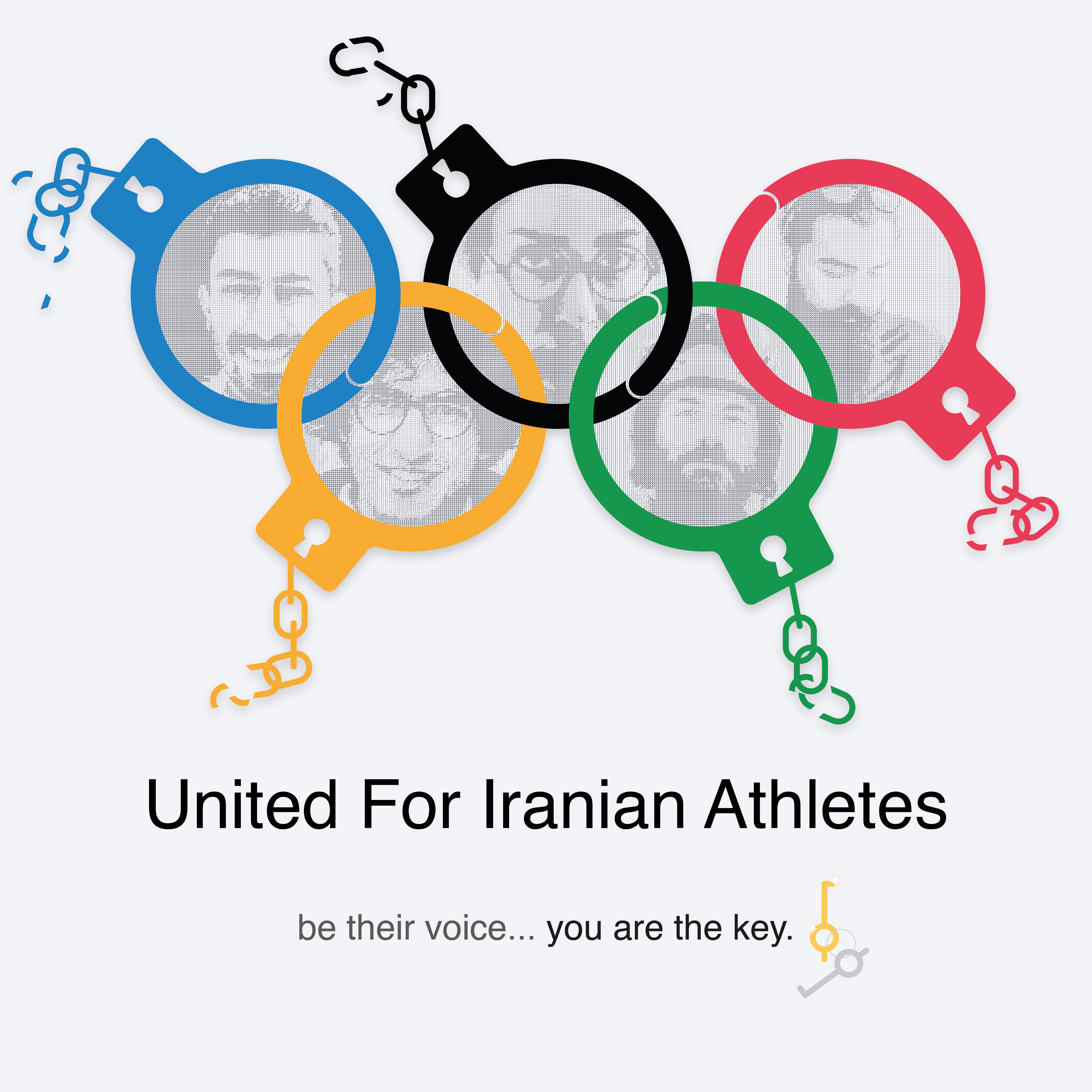
پوستری در حمایت از ورزشکاران شیرازی

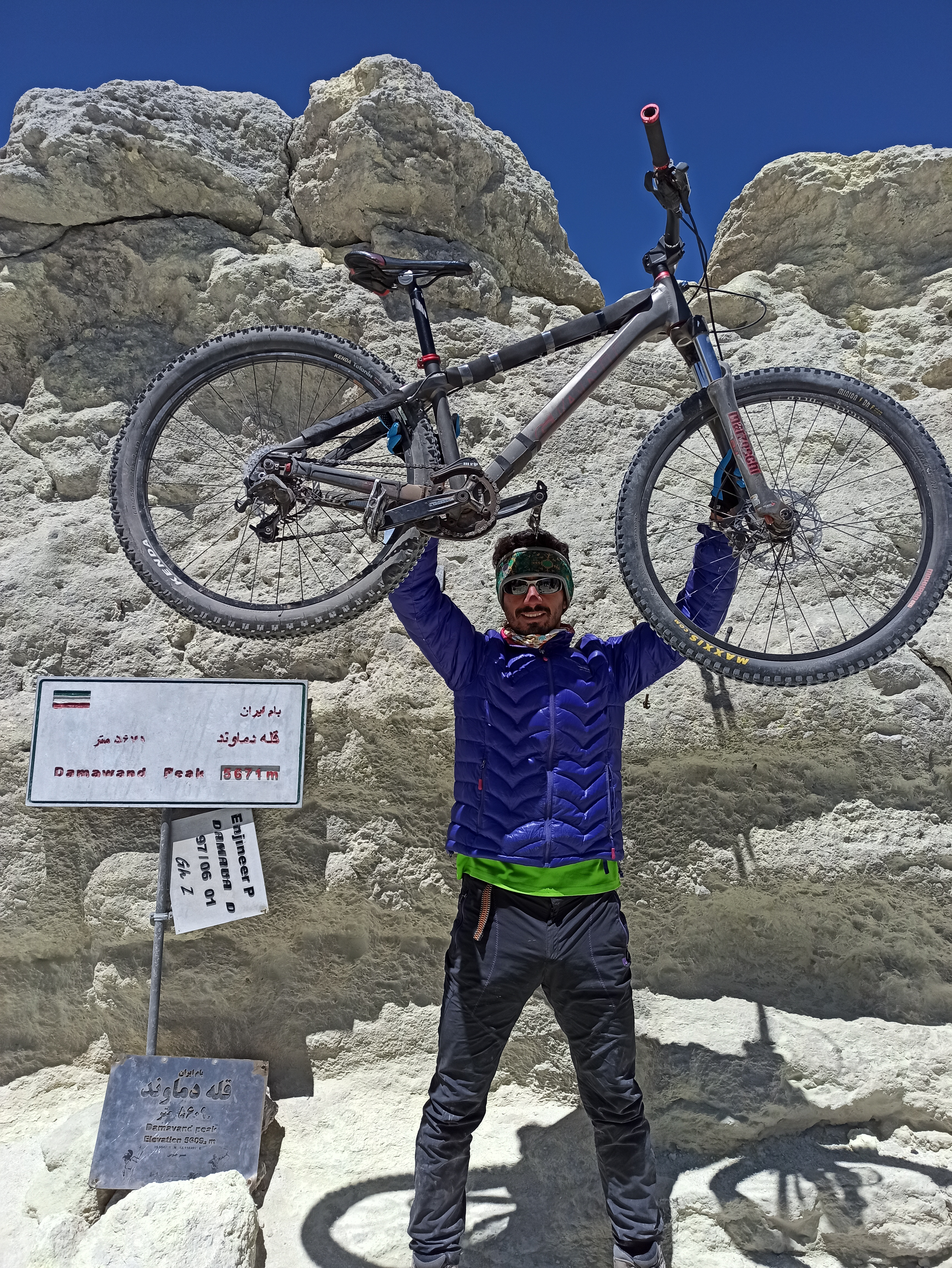
صعود اشراق نجف‌آبادی با دوچرخه به قله دماوند

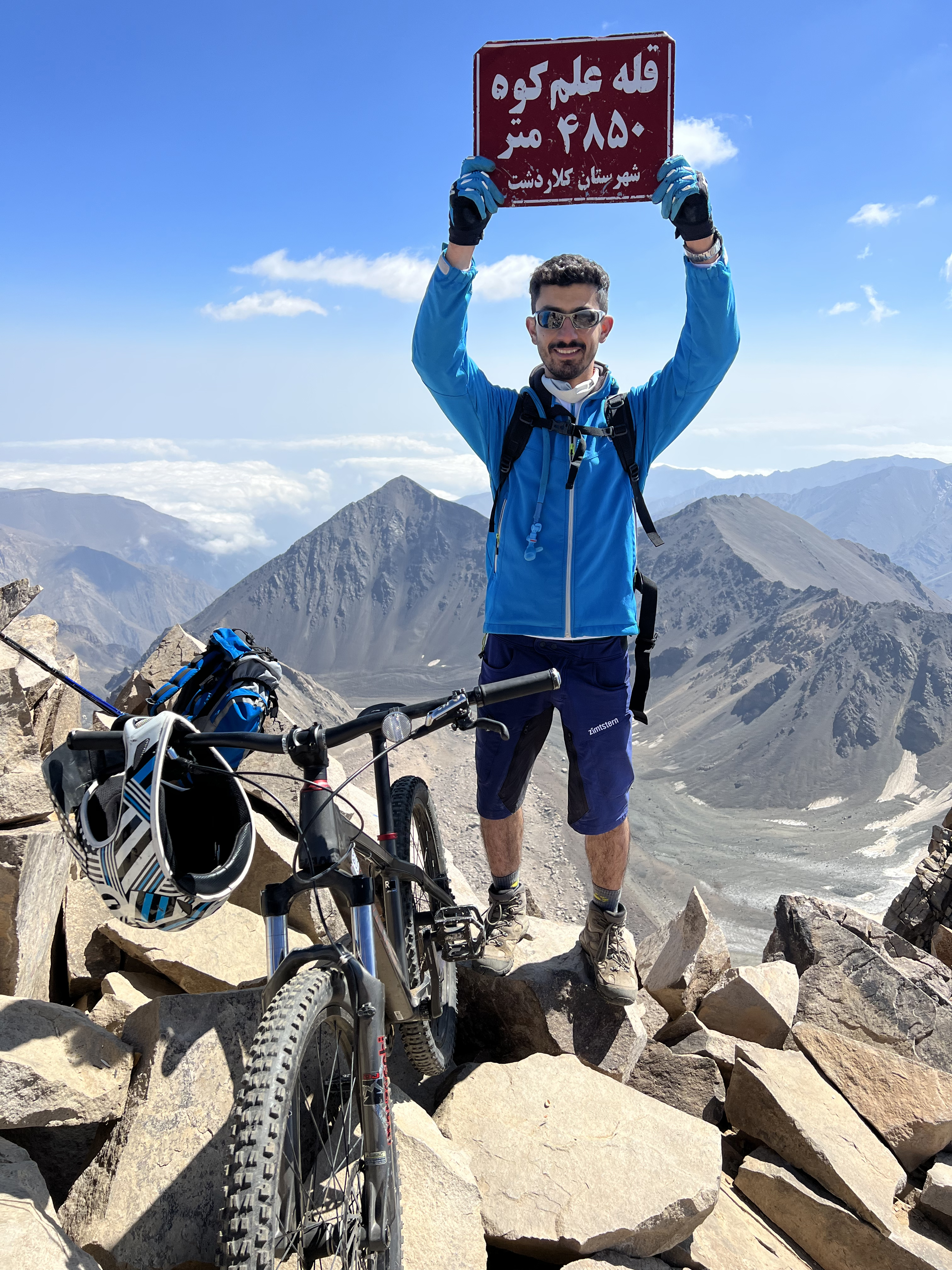
صعود اشراق نجف‌آبادی با دوچرخه به قله علم‌کوه

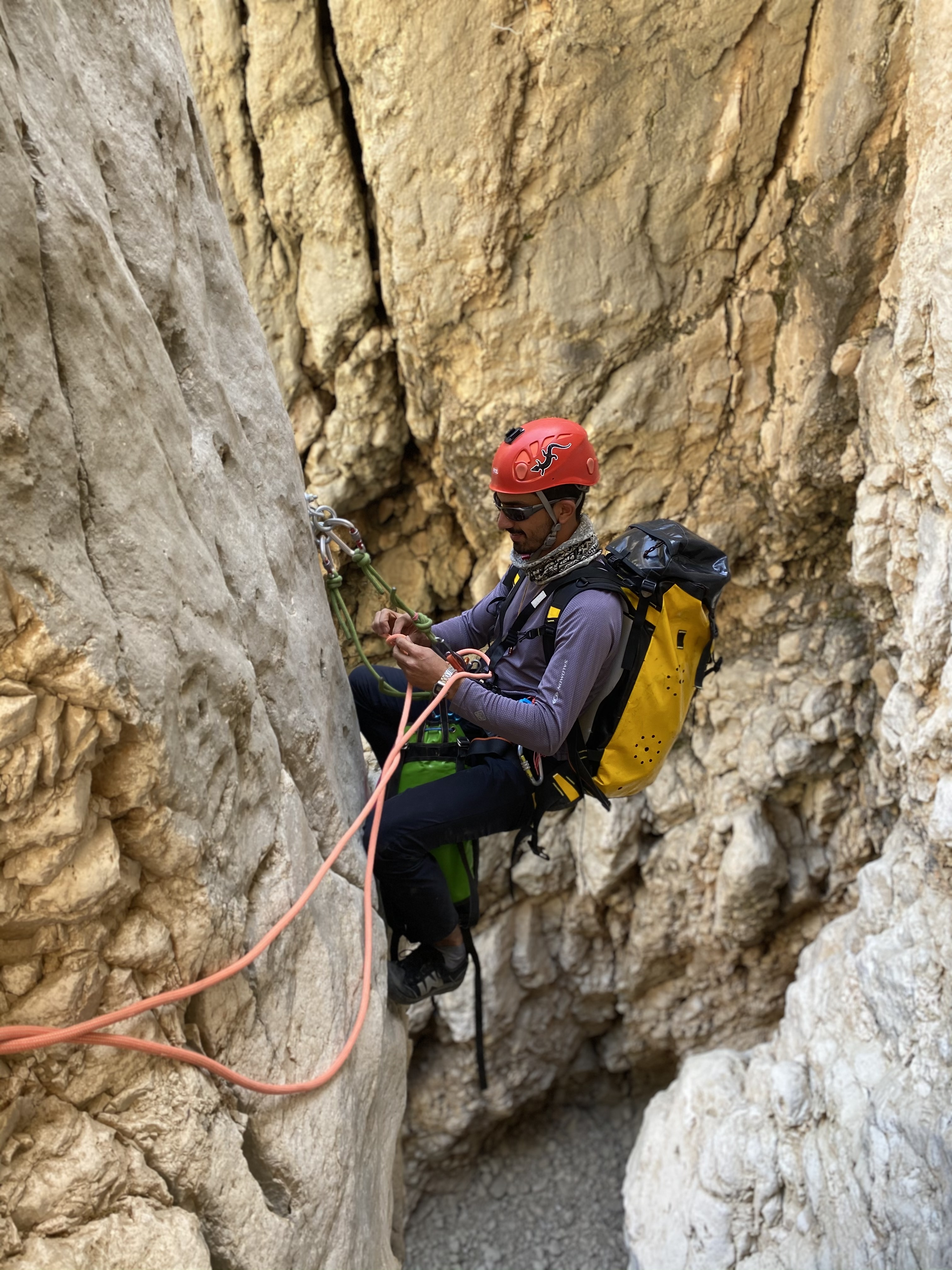
در حال دره‌نوردی

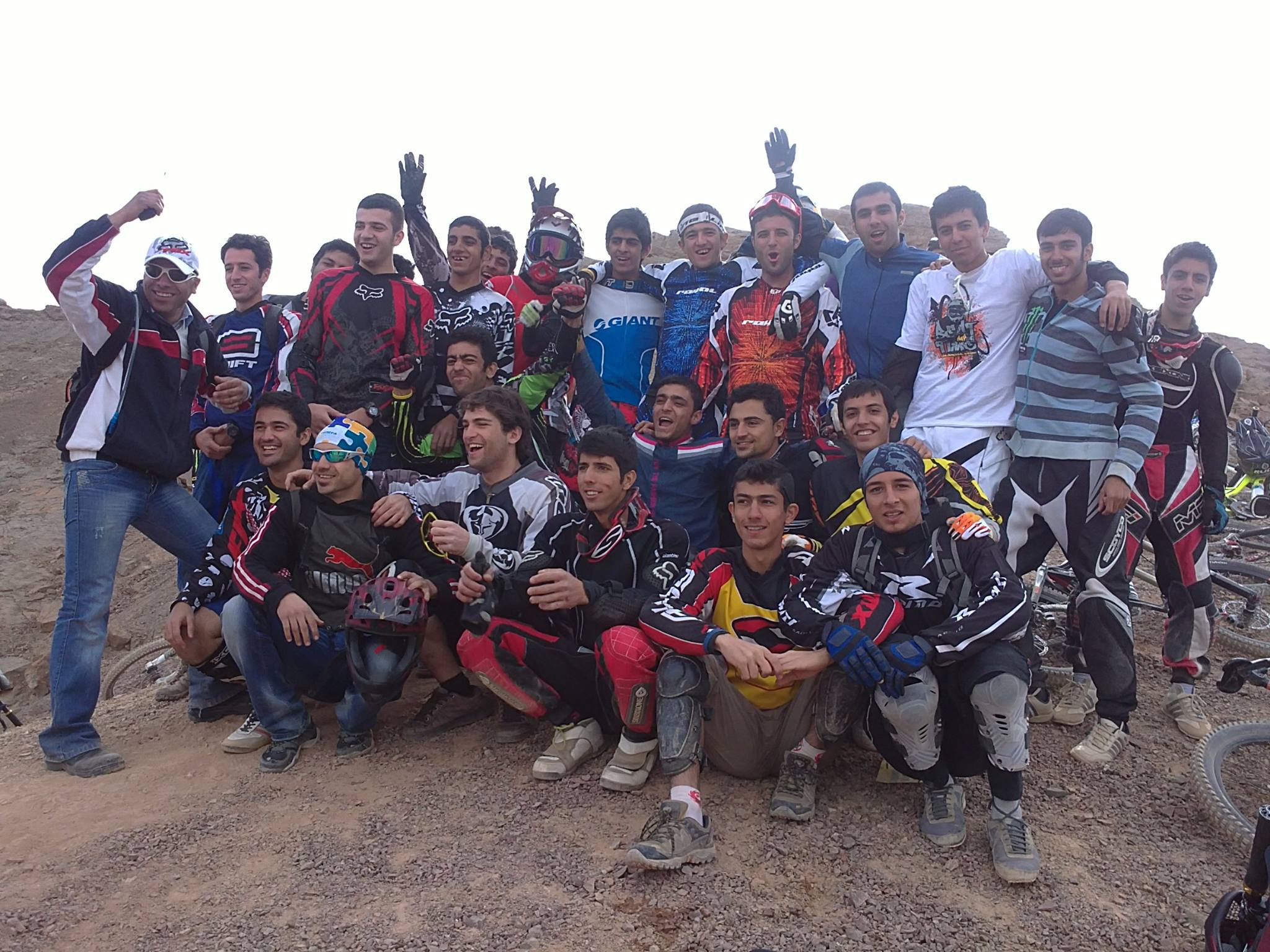
اشراق نجف‌آبادی در اردوی تیم ملی (ردیف اول، نفر دوم نشسته از راست)

اشراق نجف‌آبادی ورزشکار ایرانی و عضو سابق تیم ملی دوچرخه‌سواری ایران است. او در جریان خیزش ۱۴۰۱ ایران بازداشت شد. ویدئویی از اعترافات اجباری او و چهار نفر از دوستانش توسط رسانه‌های وابسته به جمهوری اسلامی پخش شد که آن‌ها را متهم به تلاش برای بمب‌گذاری در شیراز کرد. او پس از سه ماه بازداشت آزاد شد.

## زندگی
اشراق نجف‌آبادی در تاریخ ۲ خرداد ۱۳۷۱ در شیراز متولّد شد. وی از سال ۱۳۸۳ جذب ورزش دوچرخه‌سواری حرفه‌ای (گرایش دانهیل) شد.
او در سال‌های ۱۳۸۹ تا ۱۳۹۲ در بخش دانهیل رقابت‌های دوچرخه‌سواری کوهستان ایران قهرمان کشور شد.
او دارای مدرک کارشناسی رشته عمران است.

## نجات جان آتش‌نشانان
در زمستان سال ۱۳۹۸، چند نفر آتش‌نشان شیرازی به عملیات امداد و نجاتی در منطقه کوه‌سرخ استان فارس اعزام می‌شوند. آن‌ها در میانه عملیات به علت عدم آشنایی با مسیر در دام سرمای منطقه می‌افتند و درخواست کمک می‌کنند. حوالی ساعت ۴ صبح اشراق که به منطقه آشنایی داشته خود را به کوه‌سرخ می‌رساند و عامل نجات آن‌ها می‌شود.

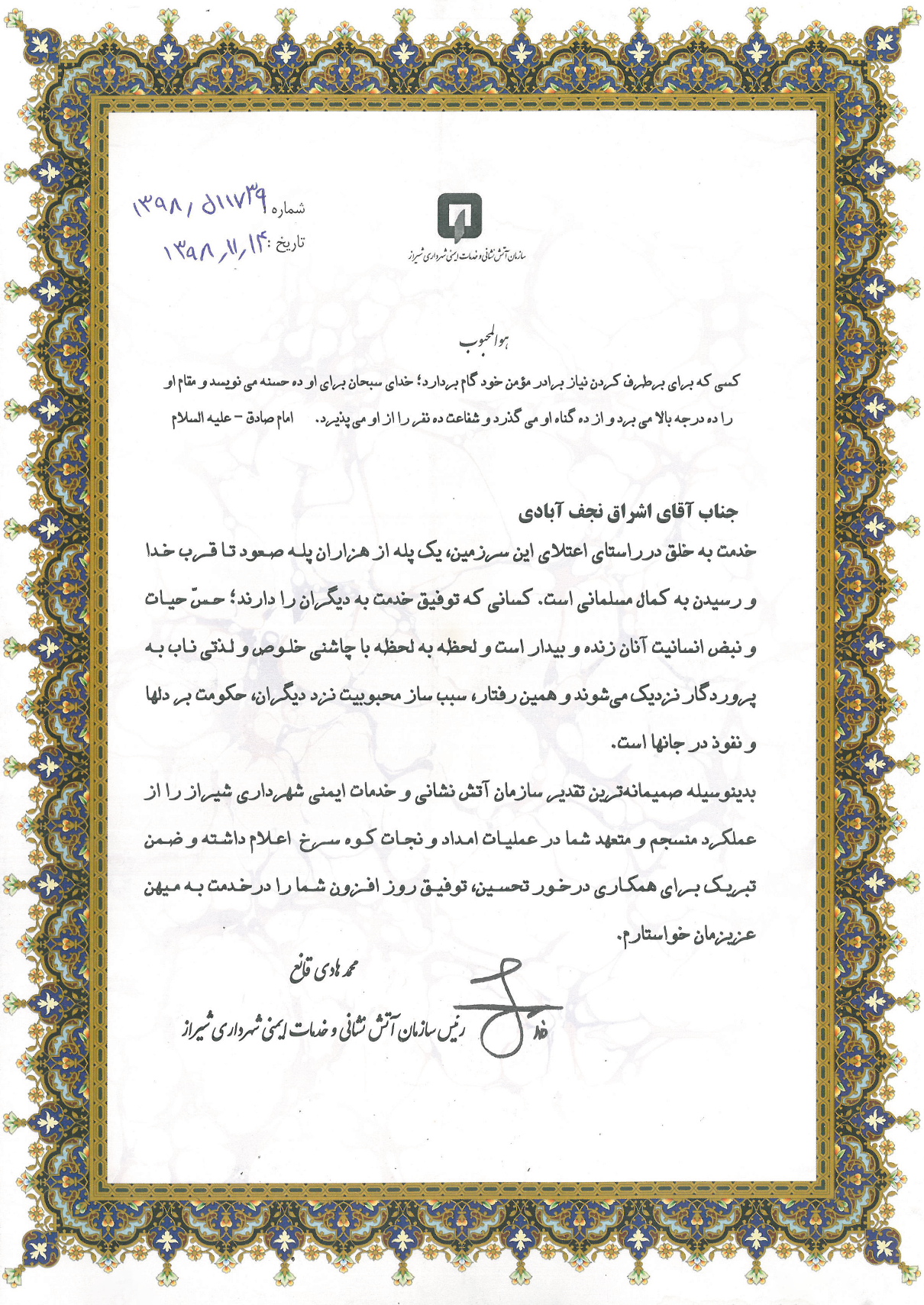
تقدیرنامه مربوط به عملیات نجات کوه‌سرخ

همچنین ویدیویی از نجات کودکی به دام‌افتاده در میان صخره‌ها توسط او در رسانه‌های اجتماعی منتشر شده‌است.

## بازداشت و آزادی
او در تاریخ ۱۸ آبان ۱۴۰۱ در میانه خیزش ۱۴۰۱ ایران در شهر شیراز بازداشت شد. دستگیری او پس از ده روز رسانه‌ای شد اما هفته‌ها اطلاعی از علت دستگیری و محل نگهداری وی منتشر نشد
خبرگزاری تسنیم وابسته به سپاه پاسداران روز چهارشنبه، ۲۳ آذرماه ویدئویی از اعترافات اجباری او به همراه دنا شیبانی، حسام موسوی، امیر ارسلان مهدوی و محمد خیوه پخش کرد و مدعی تلاش ناموفق آنها برای بمب‌گذاری در شیراز شد. تصاویر آن‌ها با چشم‌بند و برخی را با دست‌بند پخش شد. در این اعترافات اجباری او به عنوان سرتیم گروه معرفی شد. گفته شده که آن‌ها تحت فشار و شکنجه شدید روانی و فیزیکی مجبور به اعترافات ساختگی شده‌اند.
بر اساس تبصره ماده ۴۸ آیین دادرسی کیفری هیچ‌کدام از آن‌ها در زمان بازداشت حق دسترسی به وکیل نداشتند.
- چگونگی بازداشت

روزنامه شرق با انتشار مصاحبه‌ای با یکی از اعضای خانواده اشراق، روایتی از بازداشت او به این شرح منتشر کرد:
«برادرم به من گفته بود که می‌خواهم به دندان‌پزشکی بروم که دندانم را روکش کنم. وقتی به کلینیک که در شیراز و خیابان همت هم است، رسیده بعد از ۱۰–۱۵ دقیقه گروهی وارد کلینیک دندان‌پزشکی شده و برادرم را بازداشت کردند. یک نفر از کادر درمان همان‌جا به صورت ناشناس به من پیام و اطلاع داد که برادرم بازداشت شده‌است. ۱۸ آبان بود که اشراق بازداشت شد. همه ۵ نفر در یک روز بازداشت نشده‌اند.»
- تناقضات فیلم اعترافات

وبسایت فکت‌نامه در گزارشی مفصل به راستی‌آزمایی فیلم پخش‌شده پرداخت و آن را واجد تناقضات و ابهامات جدی دانست.
این ابهامات در هشت ردیف جمع‌بندی شده‌اند:
1. در رسانه‌های حکومتی سخن از مواد منفجره با تخریب بالا مطرح شده، اما این موضوع در همان روزهای ابتدایی توسط معاون سیاسی‌امنیتی استاندار فارس، رد شد. او گفته:«چهارشنبه شب، همان شبی که این اتفاقات رقم خورده بود گشت بسیج، به یک نفر مشکوک می‌شود در معالی‌آباد که بسته‌ای را حمل می‌کرده که فرد توقیف می‌شود و توسط مأموران مورد بازرسی قرار می‌گیرد بسته‌ای که همراه داشتند مایعات قابل اشتعال و بعضی ملحقات بود که مشکوک به این است که قصد داشتند در جایی از آن به عنوان عامل حریق یا انفجار محدود استفاده کنند. اما بمب‌گذاری ما نداشتیم، که جایی بمب‌گذاری شده باشد یا اینکه که مثلاً مواد منفجره‌ای مثل TNT همراه داشته باشد نداشتیم با هوشیاری مأمورین این مسئله هم خنثی شد.»— اسماعیل محبی‌پور، مصاحبه با شبکه استانی فارس - صدا و سیمای جمهوری اسلامی
2. در اعترافات متهمان صحبت از اکلیل و سرنج و هفت لیتر بنزین است، در حالی که رسانه‌های حکومتی از «مواد منفجره با تخریب بالا» صحبت می‌کنند که قراره بوده «شهر» را منفجر کند.
3. رسانه‌های حکومتی از حضور «تیم چک و خنثی بمب» برای خنثی‌سازی بمبی «با قدرت تخریب بالا» سخن می‌گویند، در حالی که در ویدیوهای منتشر شده در همین منابع خبری از تیم مذکور نیست و دو نفر با لباس شخصی، بدون استفاده از وسایل حداقلی ایمنی و با انبردست سیمی را قطع می‌کنند.
4. در خبرهای اولیه رسانه‌های حکومتی از دستگیری بمب‌گذار و کشف مواد منفجره در یک «کیف» صحبت شده‌است؛ اما در اعترافات صحبت از حمل این مواد در کیسه‌زباله سایز بزرگ است و تصور حمل هفت لیتر بنزین به این شکل دور از ذهن است.
5. روایت‌های متناقضی در رسانه‌های حکومتی دربارهٔ منبع کشف بمب ادعایی مطرح شده. در جایی گفته شده «گزارش مردمی دربارهٔ یک بسته مشکوک» باعث کشف آن شده و در فیلم اعترافات اصولاً جاسازی چنین بمبی مطرح نمی‌شود، بلکه کشف آن نتیجه بازرسی کیسه در حال حمل، توسط مأموران عنوان می‌شود. این مأموران در برخی اخبار «بسیجی» و در برخی دیگر مأموران وزارت اطلاعات معرفی می‌شوند.
6. در اعترافات یکی از متهمان گفته می‌شود که محل بمب‌گذاری مقابل استانداری فارس بوده‌است، در حالی که در سایر اخبار صحبت از بمب‌گذاری در فلکه احسان در معالی‌آباد است. فاصله استانداری (میدان امام حسین یا ستاد) تا میدان احسان بر اساس تخمین نقشه گوگل بیش از دو ساعت پیاده‌روی در مسیری حدوداً یازده کیلومتری است.
7. هر پنج متهم بازداشت شده، کوهنورد و ورزشکار اهل یا ساکن شیرازند. تاکنون هیچ توضیحی دربارهٔ انگیزه احتمالی این افراد برای «بمب‌گذاری» ادعایی و نحوه سازماندهی آنها ارائه نشده‌است. در فیلم اشاره به دستگیری متهمان در «مخفی‌گاه» می‌شود، حال آنکه فاصله بین دستگیری اولین تا آخرین متهم بیش از یک ماه بوده‌است. امیر ارسلان مهدوی روز ۴ آبان در شیراز، دنا شیبانی در روز ۱۹ آبان در قشم، اشراق نجف‌آبادی، در تاریخ ۱۸ آبان در شیراز، محمد خیوه در روز ۱۰ آبان در شهر یاسوج و حسام موسوی در تاریخ ۹ آذر در اصفهان بازداشت شده‌اند.
8. در اعترافات دنا شیبانی، مربی اسنوبرد و تنها زن متهم این پرونده، «مسئول تبلیغات و تست عملیات» معرفی شده. معلوم نیست نقش «مسئول تبلیغات» در عملیات ادعایی مخفی و خرابکارانه چیست.

- آزادی دو تن از متهمان

در تاریخ ۳۰ دی‌ماه ۱۴۰۱، یک هفته پس از پخش فیلم اعترافات، دنا شیبانی و محمد خیوه به قید وثیقه آزاد شدند.

### حملهکیهانبهروزنامه شرق
روزنامه کیهان در تاریخ دوم دی‌ماه ۱۴۰۱ با حمله به روزنامه شرق به علت انتشار مصاحبه با برادر اشراق نجف‌آبادی که در آن صحت فیلم مورد اشاره زیر سؤال رفته، این رسانه اصلاح‌طلب را متهم به «نیکوکار جلوه‌دادن متهم» کرد. کیهان در همین یادداشت با عقب‌نشینی تلویحی از ادعاهای اولیه اظهار می‌دارد که به زعم آن‌ها این گروه، گروهی حرفه‌ای در زمینه بمب‌گذاری نبوده‌است.
این روزنامه در شماره روز دهم دی‌ماه ۱۴۰۱ مجدداً با تکرار حمله خود به روزنامه شرق پرداخت؛ این بار به دلیل انتشار مصاحبه با مادر امیرارسلان مهدوی، دیگر متهم این پرونده. چند روز پس از این حمله کیهان، خبرآنلاین با انتشار یادداشتی تحت عنوان «به چه حقی مصاحبه می‌کنید؟» با زیر سؤال بردن واکنش کیهان، شنیدن صدای مخالفان در کشور را راهی برای مقابله با روایت‌های متفاوت رسانه‌های خارجی دانست و تندروی کیهان را منجر به رقم خوردن سلب اعتماد عمومی دانست.

### واکنش‌ها به بازداشت
- تئو فرانکن، وزیر سابق مهاجرت بلژیک و نماینده مجلس بلژیک، کفالت سیاسی او را بر عهده گرفت.[۱۹]
- الیزابت وینکل‌مایر بکر، نماینده و رئیس کمیسیون حقوقی مجلس آلمان، کفالت سیاسی او را قبول کرد.[۲۰][۲۱]
- سول زانتی، نماینده پارلمان کبک، پذیرش کفالت سیاسی او را اعلام کرد.[۲۲]
- رضا دقتی، عکاس مجله نشنال جئوگرافی با انتشار یک استوری در اینستاگرام خواستار حمایت از اشراق و چهار بازداشتی دیگر شد.[۲۳]
- رضا شکراللهی در توییتی از آزادی اشراق نجف‌آبادی حمایت کرد.[۲۴]
- ساونیل سانگیت کومار، رئیس فدراسیون ورزش‌های صعودی کشور فیجی در نامه‌ای خطاب به فدراسیون جهانی این رشته خواستار همبستگی با این ورزشکاران شد.[۲۵]
- فرانک پرتوآذر با انتشار یک استوری در اینستاگرام با ابراز باور خود به بی‌گناهی دوستانش، برای آن‌ها آرزوی رفع اتهام و آزادی فوری کرد.
- سروش لشکری (هیچ‌کس)، در توییتی اشراق و دوستانش را آزادی‌خواهانی خواند که قربانی یک پرونده‌سازی امنیتی شده‌اند.[۲۶]

### انتقال به بازداشتگاه پلاک ۱۰۰
اشراق نجف‌آبادی پس از ۵۵ روز حبس در سلول انفرادی سازمان اطلاعات سپاه، در تاریخ ۱۲ دی‌ماه ۱۴۰۱ به بازداشتگاه مرکزی شیراز انتقال یافت. سه هفته بعد در تاریخ سوم بهمن ۱۴۰۱، این‌بار به بازداشتگاه پلاک ۱۰۰ شیراز، متعلق به وزارت اطلاعات منتقل شد. گفته شد که این انتقال مرتبط با پرونده نگاشتن کلمه آزادی بر روی صخره‌‌ کوه دراک، مشرف به شیراز بوده.

### کارزار آنلاین
کارزاری برای جلب حمایت بین‌المللی از اشراق نجف‌آبادی، محمد خیوه، حسام موسوی، دنا شیبانی و امیرارسلان مهدوی شکل گرفت. تا تاریخ پنجم بهمن‌ماه ۱۴۰۱ تعداد امضاهای این کارزار از پانزده‌هزار گذشت.

### تکذیب اتهام بمب‌گذاری توسط قوه قضاییه
در تاریخ نهم بهمن ۱۴۰۱، سید کاظم موسوی رئیس کل دادگستری استان فارس ضمن تکذیب اتهام بمب‌گذاری، اعلام کرد که کیفرخواست این پرونده با اتهام اجتماع و تبانی به قصد اقدام علیه امنیت کشور صادر شده‌است و وجود اتهامات محاربه و افساد فی‌الارض را رد کرد.

### آزادی
اشراق نجف‌آبادی در تاریخ ۱۷ بهمن ۱۴۰۱ پس از سه ماه از زندان آزاد شد.